# ヘイスティングス・ギルフォード
ヘイスティングス・ギルフォード（英語: Hastings Gilford、1861年7月2日 – 1941年9月6日）は、イギリスの外科医学者・作家。
外科医としてはハッチンソン・ギルフォード・プロジェリア症候群の命名者として知られる。一方でジョン・コープのペンネームで質の悪い食事がガンの原因であると主張した。但しその内容は今日では多くが否定されている。